# Frédéric Godefroy
Fréderic Godefroy (París, 13 de febrer de 1826 - L'Estela e Bètharram, 30 de setembre de 1897) va ser un filòleg, lexicògraf, periodista i historiador de la literatura del romanticisme francès.
Va ser l'autor d'un Dictionnaire de l'ancienne langue française et de tous ses dialectes du IX e au XV e siècle (en 10 volums: 1880-1902), amb una estructuració força deficient però amb una gran abundor de documentació. Escriví també una extensa història de la literatura francesa: Histoire de la littérature française (1859-67) i diversos tractats de caràcter religiós.
Entre 1914 i 1918, després de la seva mort, els col·laboradors de Godefroy van fer donació del seu fons a l'Institut Catholique de Paris (ICP). El fons conté repertoris sobre la llengua francesa, escrita i parlada, el patuès i la llengua del segle xvi, a més de notes d'un suplement inèdit del seu Diccionari de l'Antiga Llengua Francesa del segle IX a XV.